# Марков Сергій Олександрович
Сергі́й Олекса́ндрович Ма́рков (рос. Сергей Александрович Марков; нар. 18 квітня 1958, Дубна, Московська область) — російський політик, політолог і дипломат, депутат Державної думи Росії, член Суспільної Палати РФ, довірена особа президента В. В. Путіна, професор МДУ та МДІМВ МЗС РФ, член Ради по зовнішній та оборонній політиці Росії (СВОП), співголова Ради по національній стратегії, член партії "Єдина Росія". У 2009 році був призначений до Комісії з протидії спробам фальсифікації історії (скасована в 2012).
В Україні висловлювання та дії Маркова піддавалися критиці різними політиками, СБУ оголосило його персоною нон ґрата в Україні. Фігурант бази даних центру «Миротворець». 

## Біографія
Сергій Марков народився 18 квітня 1958 року у підмосковному місті Дубна. Військову службу проходив у 1977-1980 рр. у прикордонних військах КДБ СРСР. У 1986 році закінчив філософський факультет Московського державного університету, спеціалізувався на кафедрі наукового комунізму. По закінченні університету працював викладачем суспільних наук у Дубненській філії Московського інституту радіотехніки, електроніки і автоматики. Лише через три роки, у 1989 р. вже пішов на підвищення, отримав посаду асистента, старшого викладача, доцента філософського факультету МДУ.[джерело?]
У 1992 році став співпрацівником Московського Центра Карнегі, працював керівником внутрішньополітичних програм Московського Центру Карнегі. У 1997 р. працював директором Інституту політичних дослідів, в тому ж році став доцентом відділення політології філософського факультету МДУ.[джерело?]
У 2004 році був одним із політтехнологів у передвиборчій команді Віктора Януковича на президентських виборах. Після поразки Януковича, у 2005 р. брав участь у діяльності прокремлівського молодіжного руху «Наші» — разом з іншими політтехнологами читав лекції учасникам руху. Пізніше того ж року був обраний членом Громадської палати РФ, а у 2007 року став депутатом Державної думи Росії від Єдиної Росії.

## Персона нон ґрата
Під час виборів президента України 2004-2005 та Помаранчевої революції приїздив до України на чолі великої бригади російських політологів, яка за допомогою «політтехнологій» намагалася керувати виборами та маніпулювати ними, з метою просування на посаду українського президента одного з кандидатів — Віктора Януковича.
Після обрання Віктора Ющенка президентом України неодноразово виступав з публічною оцінкою критикою його діяльності та внутрішньої політики, також не раз критикував конкретні дії українського уряду, які ніяк не стосуються Росії.
У 2006-2008 роках активно втручався у політичне життя в декількох пострадянських країнах. Так, у 2007 році, на пресконференції Марков визнав, що один з його помічників був організатором кібератак на державні установи Естонії, що призвело до проголошення його персоною нон ґрата у Естонії. Марков також активно втручався у події в Україні,
Сергій Марков також вважав фальсифікацією позицію України щодо Голодомору та діяльності УПА. У 2008 році разом з деякими депутатами Верховної Ради намагався провести демонстрацію у Києві скандального російського фільму «08.08.08. Війна в прямому ефірі» про війну у Грузії. 4 вересня 2008 року Сергія Маркова не пустили на територію України, за постановою СБУ його було проголошено персоною нон ґрата.
15 вересня 2020 його було запрошено в денний ефір каналу "Україна 24", як політичного експерта для коментування ситуації в Білорусі та розвитку Союзної держави Росії та Білорусі[джерело?].

## Санкції
21 червня 2018 року внесений до списку санкцій України за заклики до українських силовиків переходити на бік Росії. РНБО зазначає, що Марков "активно підтримує дії та політику, що підривають або загрожують територіальній цілісності, суверенітету і незалежності України, а також стабільності та безпеці в Україні".
У 2022 році, після нападу Росії на Україну, як російського пропагандиста і постійного учасника пропагандистських програм і ток-шоу, Маркова внесли ФБК до списку корупціонерів і розпалювачів війни, з пропозицією введення проти нього міжнародних санкцій.
27 червня 2022 року Сергя Маркова внесено до санкційного списку Канади "соратників режиму" за "підтримку неспровокованого і невиправданого вторгнення Росії в Україну".